# Rathayibacter
Genre
Rathayibacter est un genre de protéobactéries de la famille des Microbacteriaceae qui comprend des espèces phypathogènes.
Ce genre, qui regroupe six espèces, a été nommé en hommage à E. Rathay, phytopathologiste australien.

## Liste d'espèces
Selon Catalogue of Life (12 août 2014) :
- Rathayibacter caricis
- Rathayibacter festucae
- Rathayibacter iranicus
- Rathayibacter rathayi
- Rathayibacter toxicus
- Rathayibacter tritici

## Liste des espèces et non-classés
Selon NCBI (12 août 2014) :
- Rathayibacter caricis
  - non-classé Rathayibacter caricis DSM 15933
- Rathayibacter festucae
  - non-classé Rathayibacter festucae DSM 15932
- Rathayibacter iranicus
  - non-classé Rathayibacter iranicus NCPPB 2253
- Rathayibacter rathayi
  - non-classé Rathayibacter rathayi NCPPB 2980
- Rathayibacter toxicus
  - non-classé Rathayibacter toxicus DSM 7488
- Rathayibacter tritici
  - non-classé Rathayibacter tritici NCPPB 1857